# Asbecesta hintzi
Asbecesta hintzi es un coleóptero de la familia Chrysomelidae. Fue descrita científicamente por primera vez en 1901 por Weise.